# Cruz de la guerra por la unidad nacional española
La Cruz de la guerra por la unidad nacional española fu una medaglia concessa dalla Spagna franchista a tutti coloro che avessero preso parte ala guerra civile spagnola per "l'unità nazionale della Spagna" dal 1936 al 1939. Essa venne concessa  agli spagnoli che combatterono nel Bando nacional, e ai volontari internazionali, compresi molti italiani del Corpo Truppe Volontarie, accorsi a sostenere il governo di Francisco Franco, che ne vennero insigniti.

## Insegne
- La medaglia era costituita da una croce greca di bronzo sul cui diritto era raffigurato un gladio sfoderato con punta verso l'alto, affiancato da un ramo di quercia e da uno di alloro. Agli estremi delle due braccia orizzontali stavano due stelle raggianti. Sopra tutto l'iscrizione "17 VII 1936" (giorno dell'Alzamiento). Il retro della medaglia presentava in alto lo stemma reale di Spagna e sotto un fascio di frecce legate tra loro. Tra le braccia orizzontali stava la scritta "GUERRA POR LA UNIDAD NACIONAL ESPANOLA".
- Il nastro era nero con rosso-blu-giallo-blu-rosso.